# Glenea loosdregti
Glenea loosdregti är en skalbaggsart som beskrevs av Stefan von Breuning 1965. Glenea loosdregti ingår i släktet Glenea och familjen långhorningar.
Artens utbredningsområde är Laos. Inga underarter finns listade i Catalogue of Life.